# Prix d'histoire André-Castelot
 (mars 2025).
Si vous disposez d'ouvrages ou d'articles de référence ou si vous connaissez des sites web de qualité traitant du thème abordé ici, merci de compléter l'article en donnant les références utiles à sa vérifiabilité et en les liant à la section « Notes et références ».
Le prix d'histoire André-Castelot est destiné à honorer la mémoire et à perpétuer le souvenir de l'historien André Castelot. Il est organisé par la Fédération française des salons du livre.
Le prix d'histoire André Castelot est décerné tous les deux ans. Il récompense un ouvrage de vulgarisation ou un roman historique traitant d'un événement ou d'une personnalité d'importance  nationale. Les ouvrages de recherche ou à caractère technique sont exclus de la sélection. Il existe deux catégories : Histoire et Biographie historique. Exceptionnellement, il peut y avoir une même année deux lauréats, un pour chaque catégorie.

## Jury
Les membres permanents sont : Irina Fédorovski, Pierre Perrier, Jean-Michel Michas, Laurent Bonnefous et Michel Ruffin qui est président du jury. Quatre autres membres sont renouvelés après chaque prix et désignés par la ville organisatrice du salon (Montereau en 2015). En cas d'égalité de suffrages, la voix du président est prépondérante. Le prix est remis au cours d'un salon du livre dans la ville qui parraine le prix. La présence du lauréat est obligatoire pour recevoir la dotation correspondant au prix ainsi que le diplôme.
La dotation financière oscille entre 1000 et 1400 € selon la ville qui parraine le prix.
Le prix 2014-2015 a été attribué à Emmanuel de Waresquiel pour son livre Fouché ou les silences de la pieuvre. La ville de Montereau a offert une dotation de 1000€ au lauréat.